# Горбатюк Денис Флорович
Денис Флорович Горбатюк (21 лютого 1929 — 4 серпня 2013) — український журналіст-міжнародник, громадський діяч, член НСЖУ. Заслужений журналіст України.

## Біографія
Народився 21 лютого 1929 року у с. Легучени Теутул, тепер с. Зелений Гай Новоселицького району Чернівецької області. Закінчив Чернівецьке педагогічне училище (1951), історико-філологічний факультет Кишинівського педінституту (1957), факультет журналістики ВПШ у Москві (1967). Працював учителем у с. Нижні Петрівці, директором 8-річної школи у с. Багринівка Глибоцького району, директором СШ у с. Магала Новоселицького району. З 1958 р. — старший редактор, головний редактор Чернівецької студії телебачення. З 1970 р. — головний редактор Головної редакції Всесвітньої служби радіо України. Балотувався кандидатом у депутати Верховної Ради України. Помер 4 серпня 2013 р.,похований за заповітом біля батьківських могил у рідному селі Зелений Гай Новоселицького району.

## Творча діяльність
Впродовж 30-ти років очолював Головну редакцію Всесвітньої служби радіо України, яка вела передачі на закордон англійською, німецькою, українською, румунською мовами. Як журналіст-міжнародник готував циклові радіопередачі «Дискусійний клуб», «Політична студія». Висвітлював процес розбудови України, її економічні, культурні та політичні зв'язки з країнами світу. Своїм словом у теленарисі «Мрії збуваються» проклав першу сходинку до популярності своєї краянки Софії Ротару, яка згодом стала народною артисткою СРСР, Молдавської СРР, України і Героєм України. Співавтор колективних збірників нарисів: «Люди земли буковинской» (Ужгород: видавництво «Карпати», 1972), «Кузнецы достатка» (Ужгород: видавництво «Карпати», 1975). Шість разів був учасником творчих міжнародних семінарів журналістів у США (Голос Америки), Англії (BBC), Німеччині (Німецька хвиля), Китаї, Туреччині, Ізраїлі.

## Нагороди, відзнаки
- Нагрудний знак «Відмінник освіти України».
- Відмінник телебачення і радіо
- Медаль «Ветеран праці».
- Медаль «65 лет Победы в Великой Отечественной войне 1941—1945 гг.»
- Заслужений журналіст України[1]